# زهرا سعیدی مبارکه
زهرا سعیدی مبارکه (زادهٔ ۲ بهمن ۱۳۶۲) سیاستمدار و مدرس دانشگاه ایرانی است که نماینده دوره دهم و دوره دوازدهم  مجلس شورای اسلامی از حوزه انتخابیه مبارکه استان اصفهان است.

## مجلس شورای اسلامی
سعیدی مبارکه در دهمین دوره انتخابات مجلس شورای اسلامی موفق شد از حوزه انتخابیه مبارکه در استان اصفهان به مجلس شورای اسلامی راه پیدا کند.
او در این دورهٔ، عضو کمیسیون اقتصادی مجلس شورای اسلامی، رئیس فراکسیون روابط عمومی و رسانه مجلس شورای اسلامی و عضو هیئت رئیسه فراکسیون زنان مجلس بود. همچنین وی از طراحان اصلی قانون ممنوعیت به‌کارگیری بازنشستگان در مجلس شورای اسلامی است.

### طراح قانون مجازات اسیدپاشی
به گزارش خبرگزاری مهر، زهرا سعیدی مبارکه، نماینده دوره دهم مجلس شورای اسلامی از حوزه انتخابیه مبارکه، طراح تشدید مجازات اسید پاشی بود.